# Astrid Krebsbach
Astrid Krebsbach (som gift Horn), född 9 februari 1913 i Wien, Österrike, död 17 september 1995 i Quedlinburg, Tyskland , var en tysk bordtennisspelare och världsmästare i lag. Hon hade även en del framgångar i tennis i Sachsen-Anhalt.
Hon spelade med vänsterhanden, var bra på att attackera med backhanden och bra på att försvara sig.
Hon spelade sitt första VM 1930 och 1951, 22 år senare sitt 8:e och sista. 
Under sin karriär tog hon 9 medaljer i bordtennis-VM, 1 guld, 5 silver och 3 brons.

## Meriter
- Bordtennis VM
  - 1930 i Berlin
    - Kvartsfinal singel
    - Kvartsfinal dubbel

  - 1931 i Budapest
    - Kvartsfinal singel
    - Kvartsfinal mixed dubbel

  - 1933 (januari) i Baden
    - 3:e plats singel
    - Kvartsfinal dubbel

  - 1933 (december) i Paris
    - 2:e plats singel
    - 2:e plats dubbel
    - 1:a plats med det tyska laget

  - 1935 i Wembley Arena, London
    - Kvartsfinal singel
    - 3:e plats dubbel
    - 3:e plats med det tyska laget

  - 1936 i Prag
    - 2:e plats singel
    - Kvartsfinal dubbel
    - 2:a plats med det tyska laget

  - 1937 i Baden
    - Kvartsfinal singel
    - 2:a plats med det tyska laget

  - 1951 i Wien
    - Kvartsfinal mixed dubbe
    - 9:a plats med det tyska laget

- English Open
  - 1936
    - 1:a plats dubbel med Dora Emdin

- German Open
  - 1931
    - 3:e plats singel
    - 3:e plats mixed dubbel med Miklós Szabados

  - 1933
    - 1:a plats singel
    - 1:a plats mixed dubbel med David Jones

  - 1935
    - 1:a plats singel
    - 2:a plats dubbel med Anita Felguth

  - 1936
    - 1:a plats singel
    - 1:a plats dubbel med Hilde Bussmann
    - 3:e plats mixed dubbel med Maurice Bergl

  - 1937
    - 3:e plats singel
    - 1:a plats dubbel med Hilde Bussmann
    - 2:a plats mixed dubbel med Rudolf Schwager